# بیسون (کانزاس)
بیسون (به انگلیسی: Bison) شهری در ایالت کانزاس کشور ایالات متحده آمریکا است که جمعیت آن در سرشماری سال ۲۰۱۰ میلادی، ۲۵۵ نفر بوده‌است.